# Dominicae cenae
Dominicae Cenae (česky Večeře Páně) je apoštolský list Jana Pavla II. všem biskupům o tajemství církve a eucharistické úctě z 24. února 1980 (promulgován 6. března téhož roku).
Skládá se ze tří částí:
1. Eucharistické tajemství v životě církve a kněze – v této části se papež zabývá vztahem mezi eucharistií a kněžstvím, církví, láskou, sousedstvím a životem. Zdůrazňuje zde také specifičnost úcty k eucharistickému tajemství;
2. Svatost eucharistie a oběti – zde se papež zaměřuje na svatost mše svaté;
3. Dva stoly Páně a společné dobro církve – odkaz na liturgii slova (jako stůl Božího slova) a na eucharistickou liturgii (jako stůl chleba Páně).

Papež v dopise potvrzuje tradiční formy eucharistické úcty a upozorňuje, že liturgické záležitosti by se neměly stát příležitostí k rozbití jednoty církve. Vyzývá také, aby se eucharistie stala zdrojem života všech společenství. Poukazuje také na to, že kněžské záležitosti nejsou nikdy izolovány od církve a věřících.